# Peregrinus maidis
Peregrinus maidis, comúnmente conocido como saltamontes del maíz, es una especie de insecto del orden Hemiptera y la familia Delphacidae. Está muy extendida en la mayoría de las regiones tropicales y subtropicales de la tierra, incluido el sur de América del Norte, América del Sur, África, Australia, el sudeste de Asia y China. P. maidis es una plaga comercialmente importante del maíz y sus parientes. Además del daño físico a las plantas, P. maidis es el vector de varios virus del maíz especie-específico, incluidos el virus de la raya del maíz, el virus del mosaico del maíz y el reovirus Peregrinus maidis no patógeno.

## Descripción
P. maidis presenta dimorfismo sexual en el tamaño del cuerpo entre machos y hembras. Los machos tienen una longitud corporal de 2 mm con una envergadura de 6 mm, mientras que las hembras son un poco más grandes con 3 mm de largo y 7 mm de envergadura. La especie es principalmente amarilla con marcas de color marrón oscuro a negro, pero la coloración varía de amarillo verdoso a amarillo parduzco. Las alas anteriores son más largas que el cuerpo. Las tibias posteriores poseen múltiples espinas y un gran espolón móvil.

## Distribución y hábitat
P. maidis se encuentra en la mayoría de las regiones tropicales y subtropicales de todo el mundo, incluyendo el sureste de los Estados Unidos, Hawái, América Central y del Sur, África, Australia, el sudeste de Asia y el sur de China. La especie prospera en lugares poco elevados y de mucha humedad y las poblaciones disminuyen en altitudes superiores a los 800 m. Se sospecha que P. maidis no puede trasladarse a latitudes más altas debido a su incapacidad para pasar el invierno.
Se supone que P. maidis se originó en Australia como una plaga del sorgo, pero se extendió rápidamente con el cultivo generalizado de plantas de maíz y caña de azúcar, que están estrechamente relacionadas. Esta especificidad de alimentarse de una sola tribu de plantas hace que P. maidis se clasifique como un herbívoro oligófago. Los intentos de criar la especie en otras plantas hospedantes han dado como resultado una disminución de la fecundidad, el tamaño corporal, la duración de la vida y un desarrollo más lento de las ninfas.

## Ciclo de vida
Las hembras ponen de 20 a 30 huevos dentro de las nervaduras centrales de las hojas de la planta huésped. En condiciones normales, el desarrollo de cría a adulto tarda aproximadamente 20 días. Sin embargo, el desarrollo de las ninfas de P. maidis depende en gran medida de la temperatura. El desarrollo normal ocurre entre 20-27 °C y tiene cinco estadios juveniles. Temperaturas extremas (por debajo de 10 °C y más de 30 °C) resultan en una pérdida del quinto estadio y una muda directa del cuarto estadio al adulto, pero el desarrollo completo se extiende dramáticamente a 74 días.
P. maidis ocupa climas cálidos y puede reproducirse durante todo el año, pero el desarrollo se ve afectado por los cambios de temperatura. Otro factor que afecta el desarrollo es la disponibilidad de nutrientes. El aumento de los niveles de fertilizantes nitrogenados en los tejidos de las plantas da como resultado tiempos de desarrollo más cortos, más huevos producidos y aumentos en las tasas de supervivencia de los juveniles y el tamaño corporal de los adultos.
Al igual que otros saltamontes, se pueden desarrollar dos tipos (morfos) diferentes de P. maidis adultos según las condiciones ambientales. Los primeros, los braquípteros, tienen alas cortas y subdesarrolladas y, con mayor frecuencia, se desarrollan como respuesta a plantas hospederas de alta calidad, baja densidad conespecífica y sin necesidad de dispersión. Los segundos, macrópteros, tienen alas completamente desarrolladas y emergen cuando se requiere dispersión debido a la alta densidad de población o plantas hospedantes de baja calidad. Los macrópteros se dispersan y ponen huevos en las plántulas de maíz, mientras que los braquípteros simplemente se alimentan de la planta en crecimiento y se reproducen. Una vez que la planta comienza a envejecer, se producen más macrópteros y el ciclo continúa.

## Interacciones con humanos

### Papel como plaga
P. maidis es una plaga económicamente importante del maíz. Las infestaciones dañarán físicamente la planta huésped porque el insecto atraviesa el tejido vascular con su espolón tibial y se alimenta de la savia exudada. Los resultados físicos en la planta incluyen el marchitamiento, el amarillamiento de las hojas, la debilidad del tallo e incluso la muerte. El daño es más severo en plantas jóvenes o estresadas por sequía. Además del daño físico, P. maidis también puede introducir moho e infección en la planta al perforar los tejidos. El comportamiento de alimentación de P. maidis por sí solo puede resultar en una pérdida de cultivos del 10-15 %.

### Papel como vector de enfermedades
P. maidis es un vector de varios virus del maíz específicos de especies. Peregrinus maidis reovirus (PgMV) de la familia Reoviridae, es un virus no patógeno transmitido por el insecto. El rhabdovirus del mosaico del maíz (MMV) (familia: Rhabdoviridae ) y el tenuivirus del maíz (MStV) (género: Tenuivirus ) son virus importantes que son patógenos y pueden reducir el rendimiento de los cultivos en un 9-90 %. Se ha sugerido que la propagación de P. maidis y estos dos virus al Nuevo Mundo contribuyó al colapso de la civilización maya.
MMV no se transmite de padres a hijos; en cambio, las personas se infectan con el virus cuando se alimentan de una planta infectada. Cualquier etapa de estadio juvenil puede infectarse, pero el virus tiene un período de latencia de 3 semanas antes de que pueda transmitirse a otra planta. Por lo tanto, generalmente solo los adultos pueden transmitir la infección a una planta sana. Los macrópteros adultos que se dispersan hacia una nueva planta evitan activamente las plantas que muestran síntomas de infección por MMV. Estos adultos demuestran una preferencia por las plantas asintomáticas. Lo más probable es que respondan a una señal sobre la calidad de la planta huésped.

### Resistencia humana a las plagas
Investigaciones en curso están explorando cómo reducir la pérdida de cultivos por P. maidis y las enfermedades que transmiten. Los agricultores deben evitar el uso de fertilizantes nitrogenados, ya que se han demostrado aumentar directamente el éxito de P. maidis. Desafortunadamente, no existe resistencia natural de las plantas, por lo que los entomólogos están buscando una alternativa sintética. Recientemente, los científicos han introducido maíz que posee un gen de resistencia modificado que ha demostrado cierto éxito. El maíz modificado genéticamente había disminuido la infección y la transmisión de MMV, pero no afectó la aptitud de P. maidis ni la capacidad del insecto para infectarse con MMV. En cambio, el gen aumentó la resistencia de la planta al virus, lo que disminuyó la tasa de transmisión de la enfermedad.

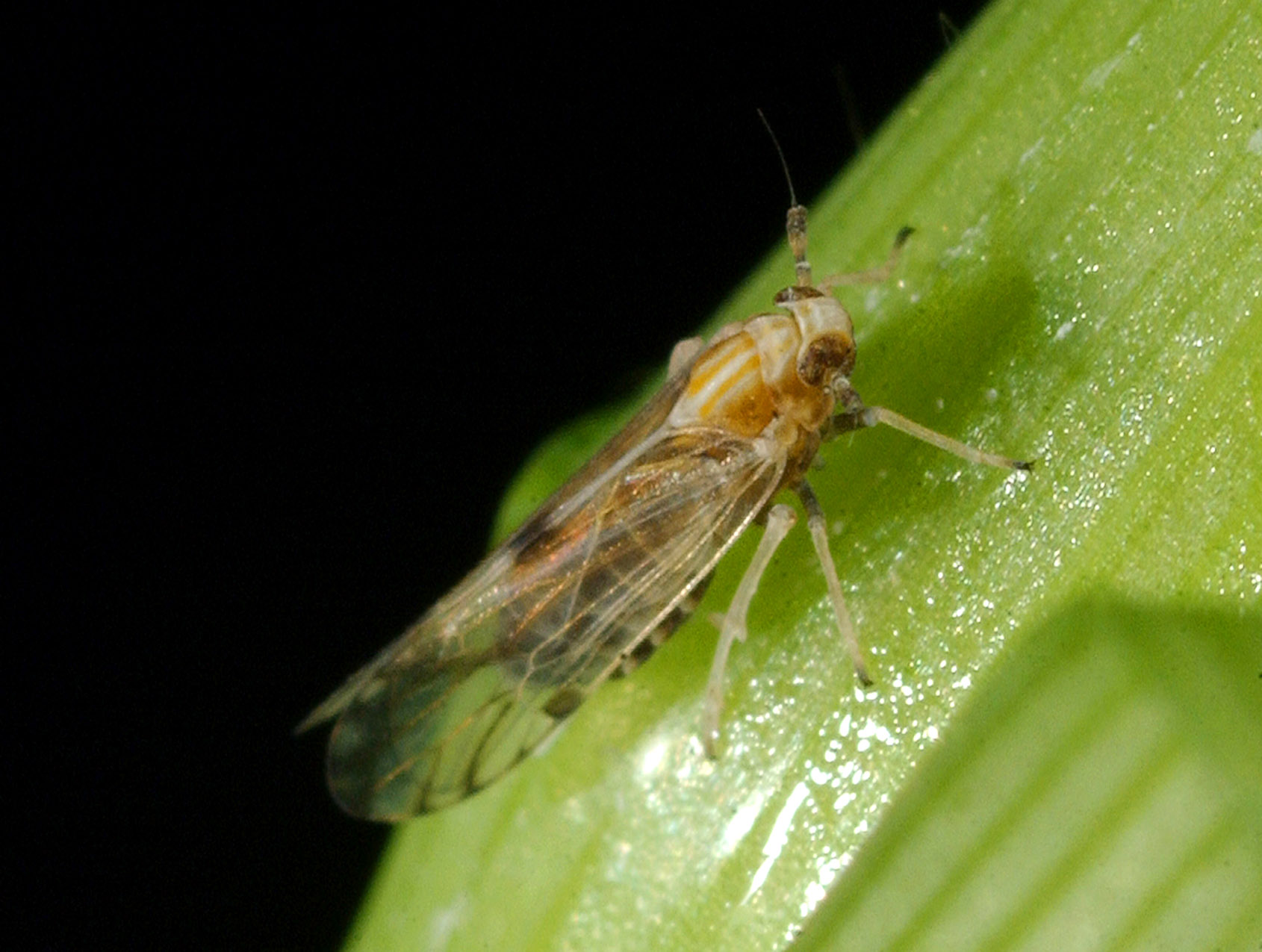